# Виндесин
Виндесин — новый цитостатический препарат из группы винкаалкалоидов, отличается от других винка-алкалоидов структурной модификацией остатка катарантина. Менее токсичен, чем винбластин и винкристин, но, по-видимому, и менее активен.

## Фармакологическое действие
Виндесин на молекулярном уровне влияет на динамическое равновесие тубулина в аппарате микротрубочек клетки. Виндесин подавляет полимеризацию тубулина, связываясь преимущественно с митотическими микротрубочками, а в более высоких концентрациях оказывает также влияние на аксональные микротрубочки. Индукция спирализации тубулина под действием виндесина выражена слабее, чем при применении винкристина.
Препарат блокирует митоз клеток на стадии метафазы, вызывая гибель клеток во время интерфазы или при последующем митозе.